# Burgstall auf der Hasenleite

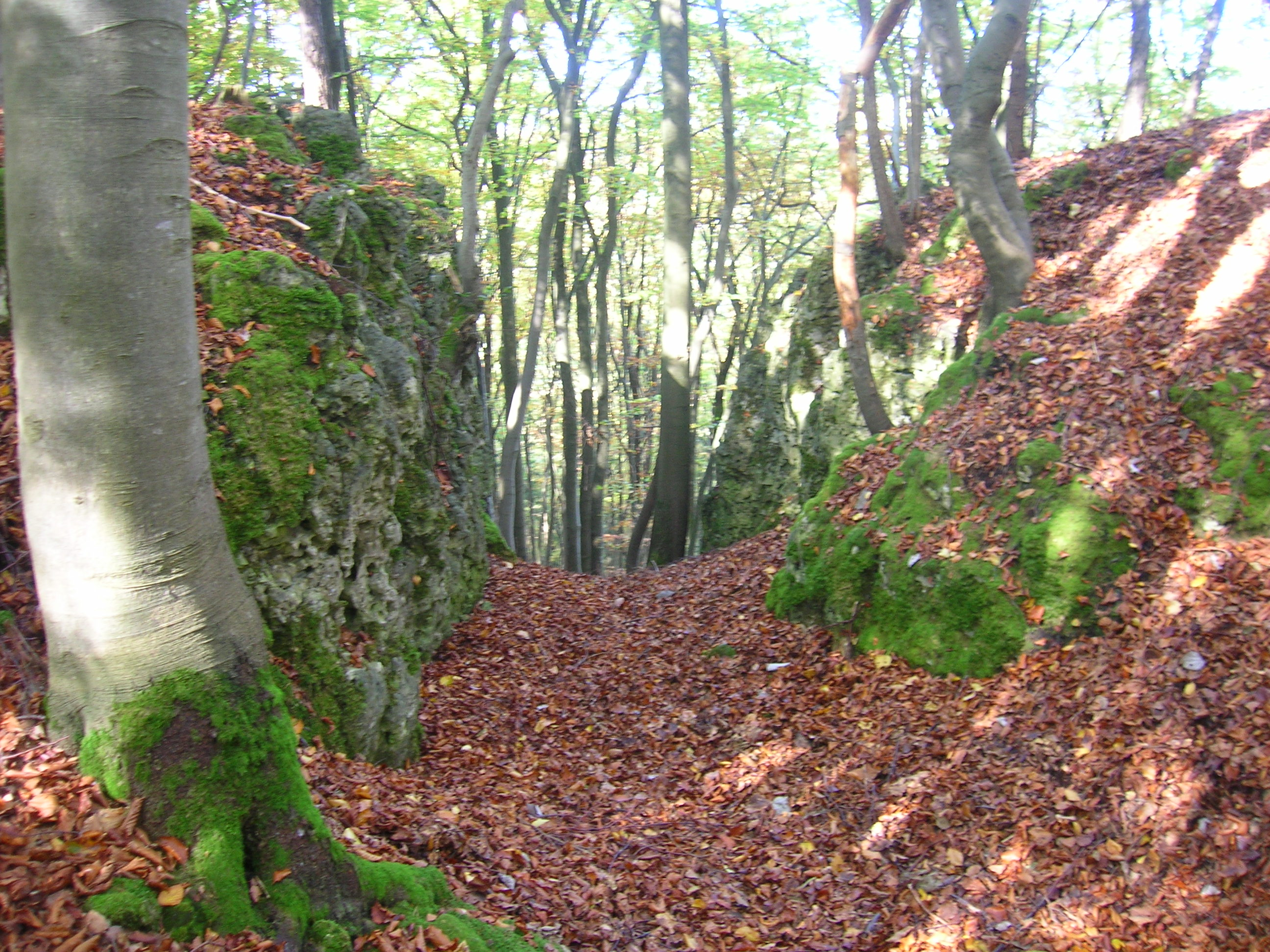
Bild 3: Profil des Halsgrabens, Blick von Süden (2007)

Der Burgstall auf der Hasenleite ist der Rest einer unbekannten abgegangenen mittelalterlichen Spornburg, die sich einst auf einem Felssporn der sogenannten Hasenleite erhob. Der Burgstall befindet sich westnordwestlich des Dorfes Grünreuth in der Gemeinde Hartenstein im Landkreis Nürnberger Land in Bayern, Deutschland. Über diese kleine Burganlage ist bis heute nichts Näheres bekannt, weder wer sie einst errichten ließ, wer auf ihr saß oder warum sie zerstört wurde. Heute ist von dem als Bodendenkmal geschützten Objekt nur noch ein Graben mit Außenwall erhalten.

## Geographische Lage
Der Burgstall liegt etwa 340 Meter westnordwestlich des Dorfes Grünreuth, oder 1360 Meter südöstlich der katholischen Pfarrkirche Sankt Trinitas in Hartenstein.
Die Stelle der abgegangenen Burg befindet sich in der Mittleren Frankenalb, auf einem nach Osten gerichteten Felssporn und zugleich dem höchsten Punkt der 555,2 m ü. NN hohen Hasenleite. Dieser Felssporn fällt nach Norden senkrecht ab, wodurch diese Seite von Natur aus am besten geschützt ist. Auch die Ostseite fällt mehrere Meter steil über Felsen in eine natürliche Geländerinne ab. Die südliche Seite des Burgfelsens bildet einen steil ansteigenden Hang, nach Westen geht der Burgfelsen fast in gleicher Höhe in eine ebene Bergkuppe über, hier musste die Anlage durch einen Graben gesichert werden.

## Geschichte
Über die erst in den 80er Jahren des 19. Jahrhunderts von Brigitte Kaulich entdeckte Burg sind bis heute keine geschichtlichen Daten bekannt. Da sie nur etwa 500 Meter entfernt vom Sitz von Grünreuth lag, könnte sie mit diesem in Zusammenhang stehen.

## Beschreibung
Die bewaldete Burgstelle liegt auf einem Felskopf, der am Ende eines Geländespornes aufsteigt (Bild 1). Da an der Nord- und an der Ostseite der senkrechte Felsabsturz natürlichen Schutz bot, mussten dort keine Schutzmaßnahmen getroffen werden. 
Nach Westen dagegen wurde dem Burgstall ein aus dem Fels gehauener Halsgraben vorgelegt, der etwa elf Meter lang und zwei Meter tief ist  (Bild 3). In südlicher Richtung, wo der Burgfelsen steil einige Meter abfällt, wurde ein Hanggraben angelegt. Das Aushubmaterial der beiden Gräben bildet an der Außenseite des Hanggrabens einen Wall. Dieser Wall ist heute noch etwa einen Meter hoch erhalten, und zwölf Meter lang (Bild 2).
Auf dem Felskopf selbst sind keine Mauerreste oder andere Bebauungsspuren, wie z. B. Felsbearbeitungen mehr sichtbar, Kaulich vermutete deshalb, dass es sich um hölzerne Bauwerke gehandelt haben könnte.